# Styv toffelmossa
Styv toffelmossa (Aloina rigida) är en bladmossart som först beskrevs av Valentin Torka, och fick sitt nu gällande namn av Podpe. Styv toffelmossa ingår i släktet toffelmossor, och familjen Pottiaceae. Inga underarter finns listade i Catalogue of Life.